# Heligmonevra gracilis
Heligmonevra gracilis är en tvåvingeart som beskrevs av Martin 1964. Heligmonevra gracilis ingår i släktet Heligmonevra och familjen rovflugor.
Artens utbredningsområde är Madagaskar. Inga underarter finns listade i Catalogue of Life.